# Šarić Struga
Šarić Struga is een plaats in de gemeente Ploče in de Kroatische provincie Dubrovnik-Neretva. De plaats telt 248 inwoners (2001).